# Hanobası, Pazarcık
Hanobası là một xã thuộc huyện Pazarcık, tỉnh Kahramanmaraş, Thổ Nhĩ Kỳ. Dân số thời điểm năm 2010 là 95 người.